# Cora Laparcerie
Marie-Caroline Laparcerie, dite Cora Laparcerie, est une comédienne, poétesse et directrice de théâtre française née le 9 novembre 1875 à Morcenx (Landes) et morte dans le 16e arrondissement de Paris le 28 août 1951.

## Biographie
Fille de Victor Laparcerie et de Victorine Guillaume, Cora Laparcerie est remarquée par l'acteur Coquelin aîné et commence sa carrière au théâtre de l'Odéon à Paris en 1896, avant de se produire à travers le monde.

André Freull a écrit à son propos en 1901 : 

« Ce furent vraiment les “Samedis populaires” qui lui donnèrent la gloire. Elle aime follement les vers, et, par conséquent, elle sait les dire. Sa voix ardente et nuancée séduisirent les spectateurs, qui l'acclamèrent. Elle devint bientôt la Muse des jeunes littéraires. »

Elle épouse le 6 mai 1901 le poète Jacques Richepin, dont elle interprète les œuvres. Directrice de plusieurs théâtres parisiens, notamment le théâtre des Bouffes-Parisiens (1907-1913), le théâtre de la Renaissance (1913-1928), le théâtre Mogador (1923-1924) et la Scala, elle crée en 1920 la pièce Mon homme de Francis Carco, dont la chanson-titre, composée par Albert Willemetz et Maurice Yvain, deviendra un immense succès dans l'interprétation de Mistinguett.
En 1926, elle reçoit la légion d'honneur des mains d'Édouard Herriot, alors ministre de l'instruction publique, mais tombe gravement malade en 1927 et doit alors cesser sa carrière théâtrale. Elle continue toutefois à mettre en scène, devient chroniqueuse dans la revue Comœdia et crée le théâtre radiophonique le 9 juin 1935 en interprétant  sur Radio-Paris La Vraie Carmen.
Elle meurt à Paris le 28 août 1951 à 75 ans, totalement oubliée et est inhumée dans la chapelle familiale des Richepin sur l'île Tristan à Douarnenez, dont elle avait fait un lieu fréquenté par le « Tout-Paris » de l'époque, aux côtés de son mari, son fils et sa fille Miarka.

## Carrière théâtrale
Comme actrice
- Don Juan de Manara, drame en quatre actes et 5 tableaux d'Edmond Haraucourt, Odéon-Théâtre de l'Europe, 8 mars 1898
- Aert, pièce en trois actes de Romain Rolland, Nouveau-Théâtre (spectacle du théâtre de l'Œuvre), 3 mai 1898 : Aert
- Déjanire, tragédie lyrique de Camille Saint-Saëns, livret de Louis Gallet, Théâtre des Arènes à Béziers, 28 août 1898
- Fausta, pièce en quatre actes de Paul Sonniès, Nouveau-Théâtre (spectacle du théâtre de l'Œuvre), 16 mai 1899 : Fausta
- Prométhée, tragédie lyrique en trois actes de Jean Lorrain et Ferdinand Hérold, musique de Gabriel Fauré, avec un prologue symphonique de Camille Saint-Saëns, au théâtre des Arènes à Béziers, 26 août 1900[7].
- La Cavalière, comédie en cinq actes de Jacques Richepin, théâtre Sarah-Bernhardt, 27 janvier 1901 :  Mira
- Les Princesses de légende, spectacle poétique de Jean Lorrain, Odéon-Théâtre de l'Europe, 10 février 1900 : Melusine
- Cyrano de Bergerac, comédie héroïque en cinq actes d'Edmond Rostand, théâtre de la Gaîté, 2 février 1904 : Roxane
- Sainte-Roulette, pièce en quatre actes de Jean Lorrain et Gustave Coquiot, théâtre des Bouffes du Nord, 10 décembre 1904 : Mirka
- La Marjolaine, pièce en cinq actes de Jacques Richepin, musique de scène de Tiarko Richepin, théâtre de la Porte-Saint-Martin, 20 avril 1907 : Marjolaine
- Lysistrata, pièce en quatre actes de Maurice Donnay, théâtre des Bouffes-Parisiens, 1909 : Lysistrata
- Gaby, comédie en trois actes de Georges Thurner, théâtre des Bouffes-Parisiens, 1910 : Gaby
- Xantho chez les courtisanes, comédie en trois actes de Jacques Richepin, musique de scène de Xavier Leroux, théâtre des Bouffes-Parisiens, 17 mars 1910 : Xantho
- Madame l'Amirale, comédie en trois actes d'Antony Mars et Henri Lyon, théâtre des Bouffes-Parisiens, 1911 : Claudine
- La Revue des X, revue en 25 tableaux de Gaston Arman de Caillavet, Romain Coolus, Francis de Croisset, Albert Guinon, Max Maurey et Jacques Richepin, théâtre des Bouffes-Parisiens, 24 décembre 1911
- Les Maris de Léontine, comédie en trois actes d'Alfred Capus, théâtre des Bouffes-Parisiens, 1912 : Léontine
- Agnès, dame galante, comédie en quatre actes d'Henri Cain et Louis Payen, musique de scène d'Henri Février, théâtre des Bouffes-Parisiens, 1912 : Agnès
- La Cote d'amour, comédie en trois actes de Romain Coolus, théâtre des Bouffes-Parisiens, 1912 : Solange
- L'Homme riche, comédie en trois actes de Jean-José Frappa et Dupuy-Mazuel, théâtre de la Renaissance, 1914 (mise en scène)
- 1922 : Molière et son ombre de Jacques Richepin, théâtre de la Renaissance : L'Ombre (+ mise en scène)[8]
- 1926 : Voulez vous être ma femme de Jacques Richepin, au CASINO DE LYON 79 rue de la République 69002 LYON, comédie en 3 actes créée à Lyon[9]

Source : Catalogue général de la BNF (sauf mention contraire)
Comme metteure en scène
- 1932 : Xantho chez les courtisanes, texte de Jacques Richepin ; musique de Xavier Leroux, mise en scène de Cora Laparcerie, avec Arletty au théâtre des Nouveautés[10].

## Œuvre
Poèmes
- J'aime, recueil (1924)
- Le Livre de raison, recueil d'articles parus dans Comœdia entre 1933 et 1935
- Amour redoutable et divin, recueil (1950)

Théâtre
- La vraie Carmen, pièce radiophonique en trois parties (1935)
- La Maison menacée, pièce radiophonique en trois actes et 6 tableaux inspirée du roman de Carlos Larronde (1939)

Mélodies
- Et vous ne verrez pas nos larmes, musique de Léo Pouget (1915)
- Savoir la vérité, musique d'Hippolyte Ackermans (1933)

Source : Catalogue général de la BNF

## Hommages
Le 24 mai 2013, le conseil municipal de Douarnenez a accepté un legs de Pierre Cassou, né lui aussi à Morcenx et qui avait voué sa vie à collectionner les objets et portraits représentant Cora Laparcerie et son époux, dont un grand portrait de Cora Laparcerie par Édouard Zier, daté de 1900, et un de Jean Richepin par Léon Tanzi datant de 1887,.

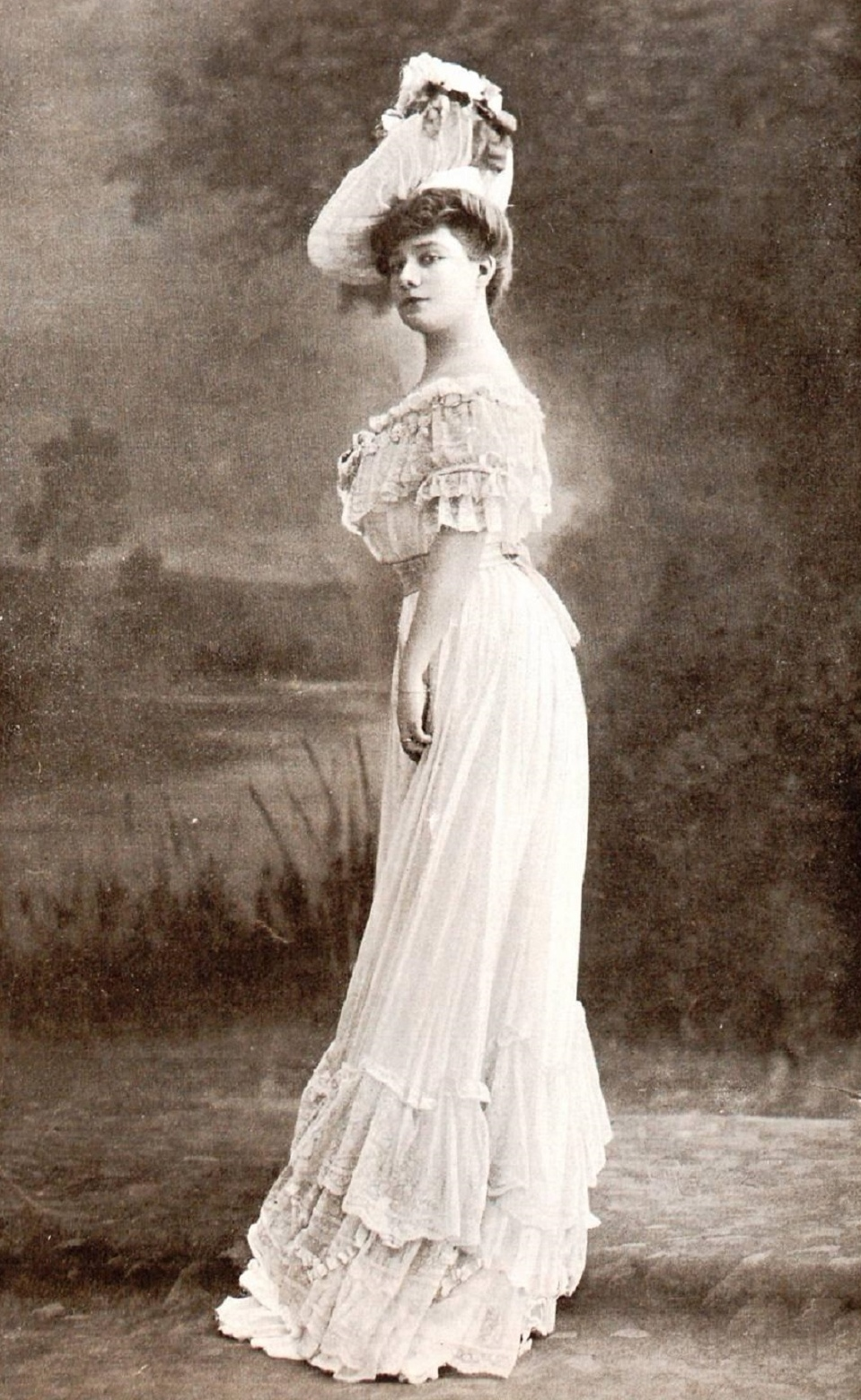
Cora Laparcerie (d'après un cliché de Charles Reutlinger)
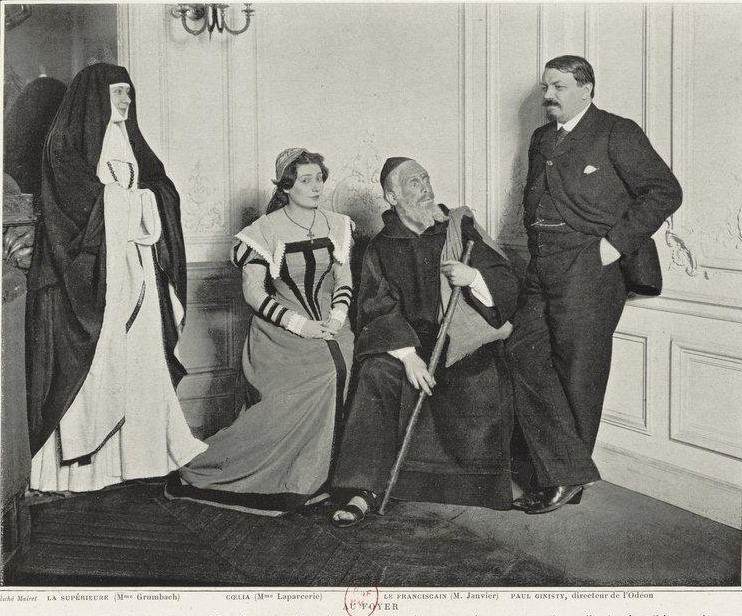
Cora Laparcerie dans Don Juan de Menara en 1898
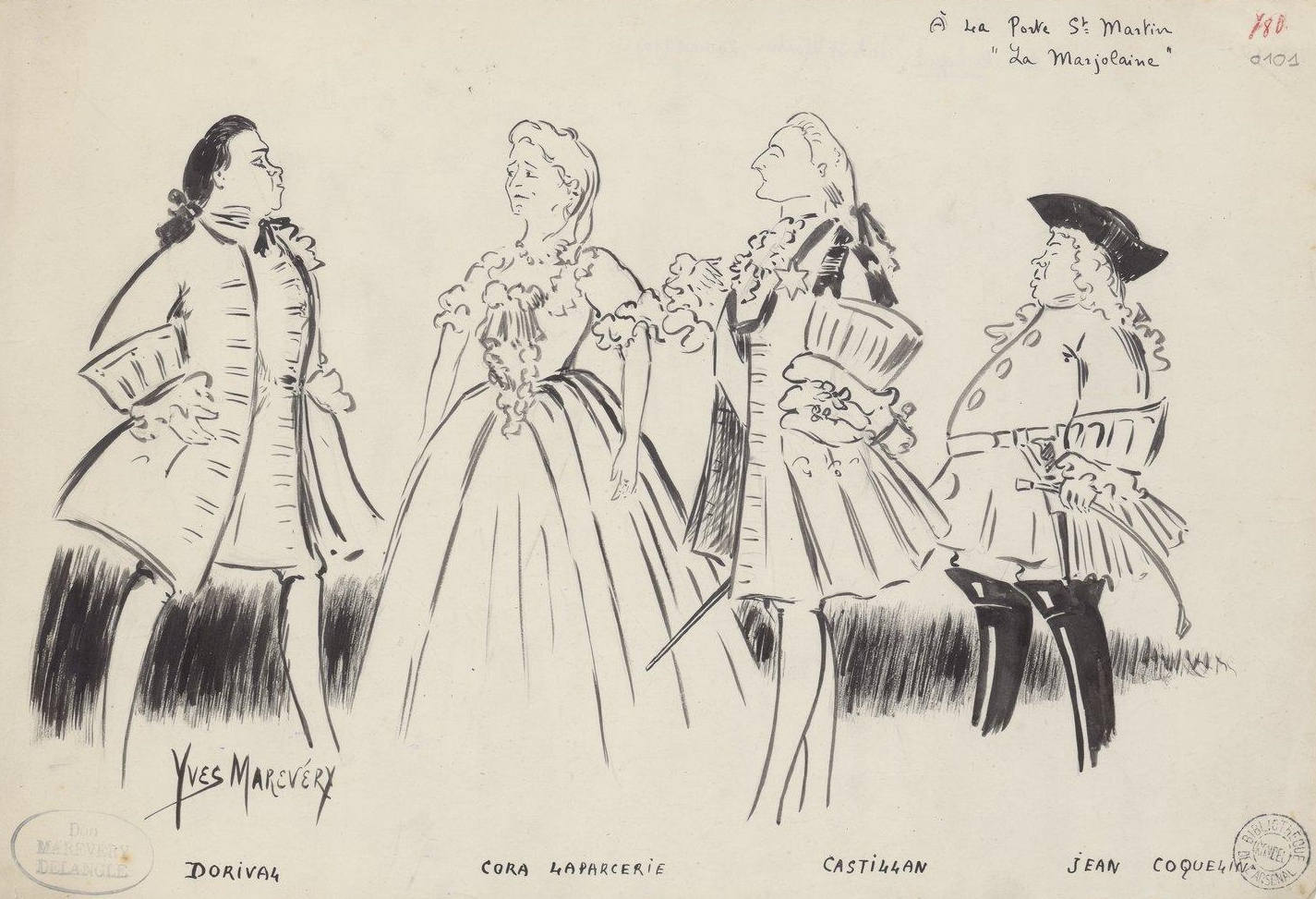
Cora Laparcerie en 1907 dans La Marjolaine de Jacques Richepin, au théâtre de la Porte-Saint-Martin
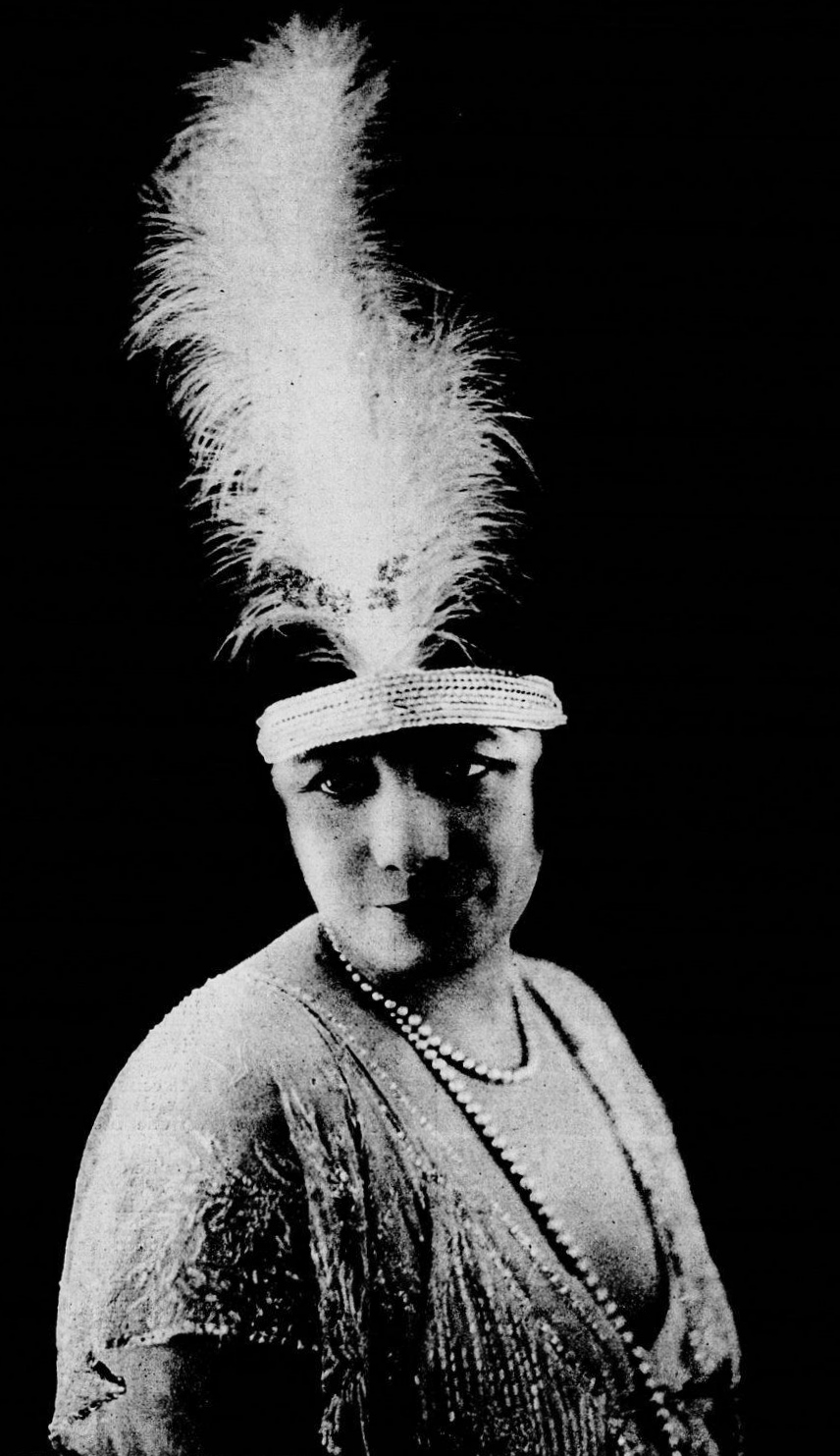
Cora Laparcerie en 1921 alors qu'elle triomphe dans Zaza au théâtre de la Renaissance
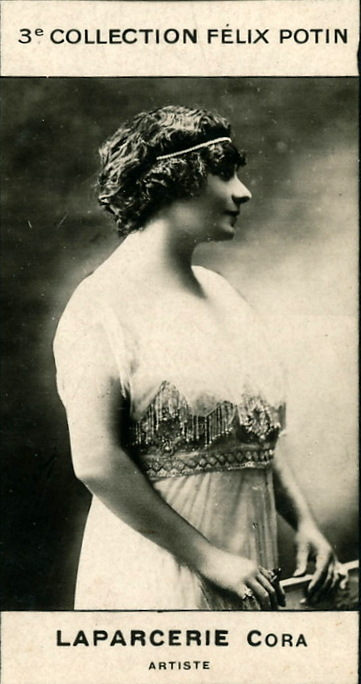
Cora Laparcerie (1922)
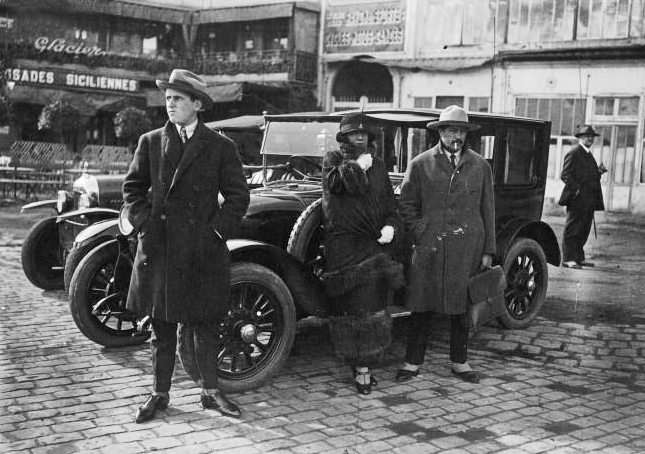
Cora Laparcerie et son fils en 1923
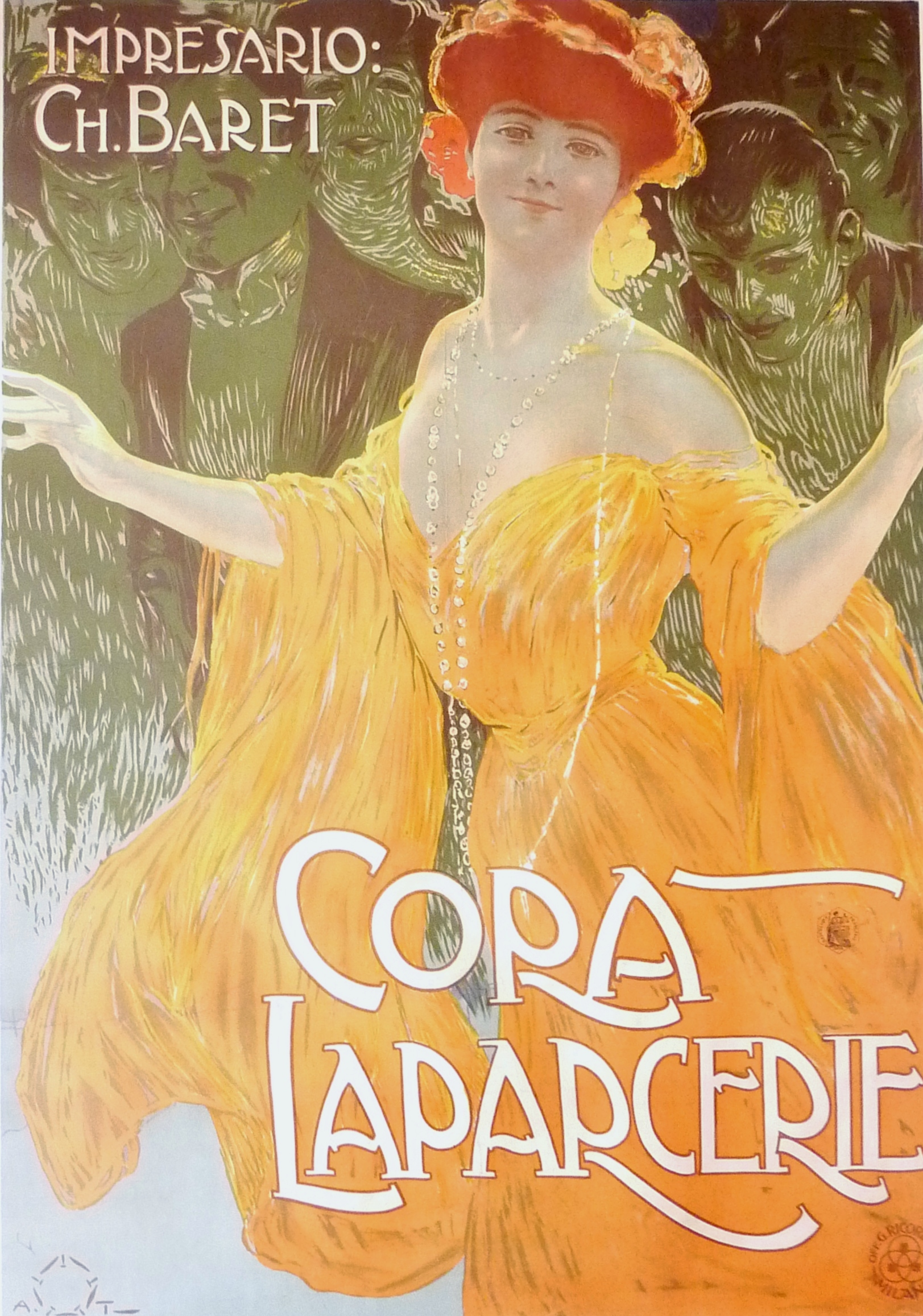
Affiche représentant l'actrice Cora Laparcerie
- Mon cœur est un violon
- Mon cœur est un violon "faible vitesse"